# Laplaceova matrika
Laplaceova matrika (tudi Kirchoffova matrika) je matrika s katero se predstavi graf. Skupaj s Kirchoffovim zakonom se lahko uporabi za izračunavanje števila vpetih dreves za dani graf. Razen tega se lahko Laplaceovo matriko uporabi za določanje mnogih značilnosti grafov.

## Definicija
Za dani enostavni graf {\displaystyle G\,} z {\displaystyle n\,} točkami], so elementi Laplaceove matrike {\displaystyle l_{i,j}\,} dani kot:
{\displaystyle \ell _{i,j}:={\begin{cases}\deg(v_{i})&{\mbox{kadar je}}\ i=j\\-1&{\mbox{kadar je}}\ i\neq j\ {\mbox{in je }}\ v_{i}\quad {\mbox{soseden z }}v_{j}\\0&{\mbox{v ostalih primerih}}.\end{cases}}}
kjer
- {\displaystyle \deg(v_{i})\,} pomeni stopnjo v točki {\displaystyle i\,}

To pomeni, da je Laplaceova matrika razlika med matriko stopenj in matriko sosednosti istega grafa.
Normalizirana oblika je:
{\displaystyle \ell _{i,j}:={\begin{cases}1&{\mbox{kadar je}}\ i=j\ {\mbox{in}}\ \deg(v_{i})\neq 0\\-{\frac {1}{\sqrt {\deg(v_{i})\deg(v_{j})}}}&{\mbox{kadar je}}\ i\neq j\ {\mbox{in je }}\ v_{i}\quad {\mbox{soseden z}}\quad v_{j}\\0&{\mbox{v ostalih primerih}}.\end{cases}}}.

## Zgled
| označeni graf | Laplaceova matrika |
| ------------- | --- |
|               | {\displaystyle \left({\begin{array}{rrrrrr}2&-1&0&0&-1&0\\-1&3&-1&0&-1&0\\0&-1&2&-1&0&0\\0&0&-1&3&-1&-1\\-1&-1&0&-1&3&0\\0&0&0&-1&0&1\\\end{array}}\right)} |

## Značilnosti
Za graf {\displaystyle G\,} in njegovo Laplaceovo matriko {\displaystyle L\,}, ki ima lastne vrednosti enake {\displaystyle \lambda _{0}\leq \lambda _{1}\leq \cdots \leq \lambda _{n-1}}:
- matrika {\displaystyle L\,} je pozitivno semidefinitna
- število pojavov vrednosti 0 med lastnimi vrednostmi v Laplaceovi matriki je enako številu povezanih komponent v grafu
- {\displaystyle \lambda _{0}\,} je vedno enaka 0
- {\displaystyle \lambda _{1}\,} se imenuje algebrska povezljivost
- najmanjša neničelna lastna vrednost se imenuje spektralna vrzel ali Fiedlerjeva vrednost